# Lilbi (Hiiumaa)
Lilbi (Duits: Lillbi) is een plaats in de Estlandse gemeente Hiiumaa, provincie Hiiumaa. De plaats heeft de status van dorp (Estisch: küla).
Lilbi lag tot in oktober 2013 in de gemeente Kõrgessaare, daarna tot in oktober 2017 in de gemeente Hiiu en sindsdien in de fusiegemeente Hiiumaa.

## Bevolking
De ontwikkeling van het aantal inwoners blijkt uit het volgende staatje:
| Jaar            | 2000 | 2011 | 2017 | 2019 | 2021 |
| --------------- | ---- | ---- | ---- | ---- | ---- |
| Aantal inwoners | 9    | 5    | 5    | 5    | 4    |

## Geschiedenis
Lilbi werd voor het eerst genoemd in 1565 onder de naam Lilbi im Walde (‘Lilbi in het bos’). In 1688 stond de plaats bekend als Lillipa Hans of Lilpe Hans, in 1798 als Lilliby. Het dorp lag op het landgoed van Lauk (Lauka), dat in 1781 een ‘semi-landgoed’ (Duits: Beigut, Estisch: poolmõis) werd, een landgoed dat deel uitmaakt van een groter landgoed, in dit geval Hohenholm (Kõrgessaare).
Tussen 1877 en 1997 maakte Lilbi deel uit van het buurdorp Heiste.